# Kyle Stolk
Kyle Stolk (né le 28 juin 1996 à Edenvale, Gauteng, en Afrique du Sud) est un nageur néerlandais.
Il habite a Waalre. Né en Afrique du Sud, ses parents considèrent que c'est un pays trop dangereux pour lui et son frère et déménagent en Irlande quand Kyle Stolk avait 11 ans. Ils s'installent ensuite aux Pays-Bas en 2011.
Il remporte la médaille d'argent du 200 m lors des Jeux olympiques de la jeunesse de 2014.
Il remporte la médaille d'or du relais 4 × 200 m nage libre lors des Championnats d'Europe 2016 à Londres.

## Palmarès

### Championnats du monde

#### Grand bassin
- Championnats du monde 2015 à Kazan :
  -  Médaille d'argent du relais 4 × 100 m nage libre mixte (participe uniquement aux séries).
- Championnats du monde 2017 à Budapest :
  -  Médaille d'argent du relais 4 × 100 m nage libre mixte.